# Kniha roku Lidových novin 2018
Kniha roku Lidových novin 2018 je 28. ročník od obnovení ankety Lidových novin o nejzajímavější knihu roku. Do ankety jsou také započítány hlasy pro knihy vydané koncem roku 2017. Lidové noviny oslovily kolem 400 respondentů, hlasovalo jich 161. Uzávěrka byla 2. prosince 2018, výsledky vyšly ve speciální příloze novin v sobotu 15. prosince 2018.
V anketě zvítězila kniha Aleše Palána s fotografiemi Jana Šibíka Raději zešílet v divočině o samotářích žijících na Šumavě.

## Výsledky
1. Aleš Palán, Jan Šibík: Raději zešílet v divočině – Setkání se šumavskými samotáři – 16 hlasů
2. Pavel Kosatík: Jiný TGM – 10 hlasů
3.–6. David Grossman: Přijde kůň do baru (přeložily Lenka Bukovská a Mariana Fisher) – 7 hlasů
3.–6. Jiří Opelík (editor): Když klec je pořád na spadnutí: Vzájemná korespondence Antonína Přidala a Jana Zábrany z let 1963–1984 – 7 hlasů
3.–6. Reiner Stach: Kafka 3: Roky poznání – 7 hlasů
3.–6. Petr Šámal a kol.: Literární kronika první republiky – 7 hlasů
7.–9. Karel Hvížďala, Jiří Přibáň: Hledání dějin: o české státnosti a identitě – 6 hlasů
7.–9. Miroslav Petříček: Filosofie en noir – 6 hlasů
7.–9. Jitka Vodňanská: Voda, která hoří – 6 hlasů
10.–11. Josef Beránek, Ladislav Heryán: U Božího Mlýna – 5 hlasů
10.–11. Aleš Palán, Marie Svatošová: Neboj se vrátit domů – 5 hlasů